# Courteilles
Courteilles é uma comuna francesa na região administrativa da Normandia, no departamento de Eure. Estende-se por uma área de 6,2 km². Em 2010 a comuna tinha 156 habitantes (densidade: 25,2 hab./km²).